# 岡本留佳
岡本 留佳（おかもと るか、2006年3月11日 - ）は、日本の女子テコンドー選手。佐賀県佐賀市出身。2023年世界選手権銅メダリスト。

## 経歴
母の影響で3歳からテコンドーを始める。佐賀県立佐賀工業高等学校を経て、西九州大学に進学。
2023年世界選手権で銅メダル獲得。9月のアジア競技大会は2回戦で敗退。12月の全日本選手権で優勝し、3連覇。
2024年3月のパリオリンピックアジア大陸別予選は準決勝で敗退し、オリンピック出場ならず。12月の全日本選手権で優勝し、4連覇。

## 実績
| 年   | 大会               | 開催地   | 順位 |
| ---- | ------------------ | -------- | ---- |
| 2022 | 世界ジュニア選手権 | ソフィア | 3    |
| 2023 | 世界選手権         | バクー   | 3    |